# Lankesterella alainii
Lankesterella alainii là một loài thực vật có hoa trong họ Lan. Loài này được Nir mô tả khoa học đầu tiên năm 2000.